# Myer Bevan
Myer Bevan (23 de abril de 1997 en Auckland) es un futbolista neozelandés que juega de delantero para el Auckland City Football Club de la New Zealand National League.

## Trayectoria
Fue parte del plantel de la Liga Juvenil de Nueva Zelanda del Auckland City en 2016, año en el que pasó a la Nike Academy inglesa. En 2017 firmó con el Vancouver Whitecaps 2 canadiense, con el que participó por media temporada en la United Soccer League antes que el club desapareciera. Así, luego de adquirir la nacionalidad de Canadá, firmó un contrato profesional con el primer equipo de cara a 2018, aunque a principios de ese año sería cedido a préstamo al Husqvarna sueco.

### Clubes
| Club                  | País           | Año         |
| --------------------- | -------------- | ----------- |
| Vancouver Whitecaps 2 | Canadá         | 2017        |
| Vancouver Whitecaps   | Malena ksairi  | 2018        |
| Husqvarna (cedido)    | Suecia         | 2018        |
| Fresno (cedido)       | Estados Unidos | 2018        |
| Western Springs       | Nueva Zelanda  | 2019        |
| Auckland City         | Nueva Zelanda  | 2019 - 2020 |
| TS Galaxy             | Sudáfrica      | 2020 - 2021 |
| Auckland City         | Nueva Zelanda  | 2021        |
| Cavalry               | Canadá         | 2022 - 2024 |
| Auckland City         | Nueva Zelanda  | 2024 - Act. |

## Selección nacional
Disputó con la selección neozelandesa sub-20 el Campeonato de la OFC 2016, del que resultó goleador al convertir cinco goles. Al año siguiente fue convocado para la Copa Mundial de la categoría, donde anotó en dos ocasiones ante Honduras.
Con la selección mayor hizo su debut el 1 de septiembre de 2017 en una victoria por 6-1 sobre las Islas Salomón, válida por la clasificación para la Copa Mundial de 2018. Cuatro días más tarde, anotaría su primer gol, nuevamente jugando ante la selección salomonense en las eliminatorias.

#### Partidos y goles internacionales
| Partidos y goles internacionales | Partidos y goles internacionales | Partidos y goles internacionales | Partidos y goles internacionales | Partidos y goles internacionales | Partidos y goles internacionales           | Partidos y goles internacionales |
| #                                | Fecha                            | Estadio                          | Rival                            | Resultado                        | Competición                                | Gol(es)                          |
| -------------------------------- | -------------------------------- | -------------------------------- | -------------------------------- | -------------------------------- | ------------------------------------------ | -------------------------------- |
| 2017                             |                                  |                                  |                                  |                                  |                                            |                                  |
| 1                                | 1 de septiembre                  | Estadio North Harbour, Auckland  | Islas Salomón                    | 6 – 1                            | Clasificación para la Copa Mundial de 2018 |                                  |
| 2                                | 5 de septiembre                  | Estadio Lawson Tama, Honiara     | Islas Salomón                    | 2 – 2                            | Clasificación para la Copa Mundial de 2018 | 1 (1)                            |
| 2018                             |                                  |                                  |                                  |                                  |                                            |                                  |
| 3                                | 24 de marzo                      | Pinatar Arena, Murcia            | Canadá                           | 0 – 1                            | Amistoso                                   |                                  |
| 4                                | 2 de junio                       | Mumbai Football Arena, Bombay    | Kenia                            | 1 – 2                            | Copa Intercontinental 2018                 |                                  |
| 5                                | 5 de junio                       | Mumbai Football Arena, Bombay    | China Taipéi                     | 1 – 0                            | Copa Intercontinental 2018                 | 1 (2)                            |
| 6                                | 7 de junio                       | Mumbai Football Arena, Bombay    | India                            | 2 – 1                            | Copa Intercontinental 2018                 |                                  |